# Hijas del Dragón
Las Hijas del Dragón son el dúo de Colleen Wing y Misty Knight, personajes ficticios que aparecen en los cómics estadounidenses publicados por Marvel Comics. Aparecieron por primera vez como un equipo en Deadly Hands of Kung Fu # 32 (enero de 1977) en una historia titulada Hijas del Dragón, escrita por Chris Claremont e ilustrada por Marshall Rogers. Esto siguió a la introducción de cada personaje individual en las historias de Iron Fist a mediados de los años 70.

## Historial de publicación
La pareja fue mencionada por primera vez con el nombre de Hijas del Dragón canónicamente en Marvel Team-Up # 64 (diciembre de 1977). En el contexto de la historia, el nombre proviene de un intento leve por parte del enemigo de  Iron Fist, Davos, la Serpiente de Acero, dijo de una manera irónica mientras huye de las dos heroínas. A pesar de que a las Hijas del Dragón se les da una coprotagonista en el tema, aparecen en acción solo por un puñado de paneles, prefigurando su condición de personajes de apoyo perennes que rara vez protagonizaron sus propias historias. Dado que la primera serie de Iron Fist se había cancelado en ese momento, los dos personajes lo siguieron en las nuevas series de Power Man y Iron Fist (una fusión de las series de Power Man y Iron Fist), con Colleen y Misty como elenco de reparto, que operaron Knightwing Restorations Inc.
Entre las pocas historias en las que aparecen las Hijas del Dragón como estrellas, había historias de 8 páginas que aparecieron en Marvel Comics Presents # 42 (enero de 1990), # 80 (abril de 1991) y # 149 (marzo de 1994). Las dos primeras de estas historias fueron escritas por la ex escritora de Power Man y Iron Fist Mary Jo Duffy.
A finales de 2005 / principios de 2006, obtuvieron una serie limitada que presentó tanto el estilo como muchas de las tramas y personajes que se presentaron más tarde en la serie 2006 Héroes de Alquiler.
Las Hijas del Dragón recibieron una entrada en el Nuevo Manual Oficial del Universo Marvel AZ # 3 (2006).
Misty Knight y Colleen Wing se presentaron en las series Luke Cage y Iron Fist de Netflix, que tienen lugar en un universo compartido. Ambos personajes fueron finalmente emparejados, como en el cómic. El éxito del dúo llevó a Marvel a lanzar un nuevo cómic de Hijas del Dragón en 2018, de Jed MacKay y Travel Foreman. Fue lanzado como cómic digital.

## En otros medios
Una serie de TV de Hijas del Dragón, estaba en desarrollo en 2001, pero nunca fue producida. La serie habría presentado a Colleen Wing y otras dos Hijas, pero no a Misty Knight.

### Televisión
El par aparece en varias de las series de televisión exclusivas de Netflix dentro del universo cinematográfico de Marvel. Misty Knight se presenta en la primera temporada de Luke Cage, mientras que Colleen Wing se estrena en la primera temporada de Iron Fist como luchadora callejera bajo el nombre de Hija del Dragón. Misty y Colleen son retratadas por Simone Missick y Jessica Henwick, respectivamente. Ambas actrices repiten sus papeles en The Defenders, y la temporada 2 de Iron Fist, donde se desarrolla su amistad y el trabajo en equipo. La pareja se unió durante la segunda temporada de Luke Cage para enfrentarse a Mortimer Norris y sus hombres.